# Noves
Noves település Franciaországban, Bouches-du-Rhône megyében. Lakosainak száma 5918 fő (2022. január 1.). Noves Cabannes, Châteaurenard, Eyragues, Saint-Andiol, Saint-Rémy-de-Provence, Verquières, Avignon és Caumont-sur-Durance községekkel határos.

## Népesség
A település népességének változása:
| Lakosok száma | 3579 | 3693 | 4021 | 4906 | 5459 | 5761 | 5891 | 5847 | 5827 | 5918 |
|               | 1968 | 1982 | 1990 | 2006 | 2013 | 2015 | 2017 | 2019 | 2020 | 2022 |